# Quesmy
Quesmy település Franciaországban, Oise megyében. Lakosainak száma 172 fő (2022. január 1.). Quesmy Crisolles, Grandrû, Guiscard és Maucourt községekkel határos.

## Népesség
A település népességének változása:
| Lakosok száma | 178  | 186  | 187  | 181  | 179  | 176  | 174  | 173  | 172  |
|               | 2013 | 2015 | 2016 | 2017 | 2018 | 2019 | 2020 | 2021 | 2022 |